# Freia Hoffmann

Freia Hoffmann, 2011

Freia Hoffmann (* 4. April 1945 in Lychen) ist eine deutsche Musikwissenschaftlerin.

## Biographie
Freia Hoffmann wuchs in einer Kleinstadt im Nordschwarzwald auf und begann nach dem Abitur am Hebel-Gymnasium Pforzheim zunächst ein künstlerisches Studium an der Musikhochschule Freiburg in den Meisterklassen von Gustav Scheck und Aurèle Nicolet. An der Albert-Ludwigs-Universität Freiburg folgte ein Studium der Germanistik, Pädagogik und Musikwissenschaft, abgeschlossen mit beiden Staatsprüfungen für das Lehramt an Realschulen und der Promotion im Jahr 1973. Ihre Dissertation Musiklehrbücher in den Schulen der BRD, betreut durch Hans Heinrich Eggebrecht und Lars Ulrich Abraham, wurde im Luchterhand Verlag veröffentlicht.
Nach der Promotion arbeitete Freia Hoffmann, teilweise zusammen mit Walter Mossmann, als Autorin für verschiedene Rundfunkanstalten und als Publizistin (aus dieser Zeit stammt beispielsweise „Ledige Mütter“ im Verlag Roter Stern in Frankfurt/M.). Sie engagierte sich in der Frauenbewegung und im Kampf gegen die Planung des Kernkraftwerkes Wyhl. Für kurze Zeit arbeitete sie als Musiklehrerin an verschiedenen Schulen. Von 1976 bis 1980 unterrichtete sie am Konservatorium Bremen Flöte, Blockflöte, Kammermusik und Improvisation, bevor sie 1980 als Wissenschaftliche Mitarbeiterin, später Hochschulassistentin, zur Carl von Ossietzky Universität Oldenburg wechselte.
1988 erfolgte die Habilitation mit der Arbeit Instrument und Körper, die 1991 im Insel-Verlag erschien. Das Buch „[gilt] inzwischen als Standardwerk“ der musikwissenschaftlichen Genderforschung und wurde sogar ins Japanische übersetzt. Nach ihrer Habilitation folgte eine vierjährige Lehrtätigkeit an der Universität Hildesheim (Lehramt, Kulturpädagogik), bevor Freia Hoffmann 1992 den Ruf auf eine Professur für Musikpädagogik an der Carl von Ossietzky Universität Oldenburg annahm.
Von 1996 bis 2006 leitete sie die von der Deutschen Forschungsgemeinschaft finanzierte Werkausgabe der französischen Komponistin Louise Farrenc (1804–1875) in 15 Bänden (Florian Noetzel Verlag Wilhelmshaven). Von 1990 bis 1997 war sie Mitherausgeberin der Zeitschrift „Musik und Unterricht“, 1993/94 Mitglied der Niedersächsischen Frauenforschungskommission sowie im Jahr 2000 Mitbegründerin des Zentrums für interdisziplinäre Frauen- und Geschlechterforschung (ZFG) an der Universität Oldenburg.
2001 folgte, mitfinanziert durch die Mariann Steegmann Foundation, die Gründung des Sophie Drinker Instituts in Bremen. Es handelt sich um ein freies Forschungsinstitut, das auf musikwissenschaftliche Frauen- und Geschlechterforschung spezialisiert ist, mit der Universität Oldenburg kooperiert und von Freia Hoffmann geleitet wird. Es hat bereits vielen jungen Wissenschaftlern Gelegenheit gegeben, Bachelor- und Masterarbeiten, Dissertationen und Habilitationen vorzubereiten und an den Projekten des Instituts mitzuwirken (Bibliographie, Quellensammlung, Bibliothek, Schriftenreihe u. a.). Seit 2007 wird am Sophie Drinker Institut das Lexikon Europäische Instrumentalistinnen des 18. und 19. Jahrhunderts publiziert, an dem außer den Mitarbeitern des Instituts zahlreiche externe Autoren beteiligt sind. Zurzeit enthält es etwa 750 Artikel.
Ein weiterer Schwerpunkt des Sophie Drinker Instituts (seit 2015) ist die Geschichte der professionellen Musikausbildung. 2021 erschien im Laaber Verlag das dreibändige Handbuch Konservatorien. Institutionelle Musikausbildung im deutschsprachigen Raum des 19. Jahrhunderts.

## Auszeichnungen
- 2007 (für das Buch Musik – Frauen – Gender). Bücherverzeichnis 1780 – 2004: Pauline Alderman Award

## Schriften
Eine vollständige Publikationsliste Freia Hoffmanns ist auf der Webseite der Carl von Ossietzky Universität Oldenburg einzusehen.
Bücher
- Musiklehrbücher in den Schulen der BRD. Diss. phil. Freiburg 1973, Neuwied 1974, ISBN 3-472-55019-8.
- Die Frau die wollt ins Wirtshaus gehn. Frauen-Volksliederbuch, hg. in Zusammenarbeit mit Ursula Bartholl-Müri, Helga Ussat und Christiane Nicolmann. Fischer Taschenbuch-Verlag, Frankfurt am Main 1981, ISBN 3-596-22967-7.
- (mit Mechthild Fuchs und Barbara James) Deutsches Volkslied. Das allzubekannte Unbekannte. Arbeitsbuch für die Sekundarstufe II, mit Musikkassette. Metzler, Stuttgart 1983, ISBN 3-476-20282-8.
- Instrument und Körper. Die musizierende Frau und ihre Wahrnehmung in der bürgerlichen Kultur 1750 – 1850. Habilitations-Schrift Oldenburg 1988. Inselverlag, Frankfurt am Main/Leipzig 1991, ISBN 3-458-32974-9.
- (mit Eva Rieger, Hg.) Von der Spielfrau zur Performance-Künstlerin. Auf der Suche nach einer Musikgeschichte der Frauen. Furore-Verlag, Kassel 1993, ISBN 3-927327-11-5.
- (Mitautorin) Frauenförderung ist Hochschulreform – Frauenforschung ist Wissenschaftskritik. Bericht der niedersächsischen Kommission zur Förderung von Frauenforschung und zur Förderung von Frauen in der Lehre und Forschung, hg. vom Niedersächsischen Ministerium für Wissenschaft und Kultur. Hannover 1994.
- (mit Franziska Eber) Bücherverzeichnis Frau und Musik. 1800–1993. BIS-Verlag, Oldenburg 1995, ISBN 3-8142-0498-0.
- (mit Rebecca Grotjahn, Hg.) Geschlechterpolaritäten in der Musikgeschichte des 18. bis 20. Jahrhunderts. Centaurus-Verlag, Herbholzheim 2002, ISBN 3-8255-0330-5.
- Japanische Ausgabe von Instrument und Körper (s. o.), übersetzt von Yuko Tamagawa und Yoko Sakai, Tokyo 2004.
- (mit Marion Gerards) Musik – Frauen – Gender. Bücherverzeichnis 1780 – 2004 (= Schriftenreihe des Sophie Drinker Instituts Bd. 4). BIS-Verlag, Oldenburg 2006, ISBN 3-8142-0966-4.
- Panische Gefühle. Sexuelle Übergriffe im Instrumentalunterricht (= üben & musizieren. texte zur instrumentalpädagogik Bd. 1). Schott Music, Mainz u. a. 2006, ISBN 3-7957-0538-X.
- (Hg.) Reiseberichte von Musikerinnen des 19. Jahrhunderts. Quellen, Biographien, Kommentare. Georg Olms Verlag, Hildesheim u. a. 2011, ISBN 978-3-487-14437-5.
- Seit 2007 Online-Lexikon Europäische Instrumentalistinnen des 18. und 19. Jahrhunderts (https://www.sophie-drinker-institut.de/lexikon, Veröffentlichung in Buchform geplant)
- (mit Markus Gärtner u. Axel Weidenfeld) Musik im sozialen Raum. Festschrift für Peter Schleuning zum 70. Geburtstag. Allitera-Verlag, München 2011, ISBN 978-3-86906-155-9.
- (mit Volker Timmermann, Hg.) Quellentexte zur Geschichte der Instrumentalistin im 19. Jahrhundert. Georg Olms Verlag, Hildesheim u. a. 2013, ISBN 978-3-487-15020-8.
- (mit Volker Timmermann, Hg.) „So ein glänzendes Elend ist der Künstlerstand!“ Aus dem Tagebuch der Violoncellistin Rosa Suck, Wien 1859 und Paris 1866 (= Schriftenreihe des Sophie Drinker Instituts Bd. 13). BIS-Verlag, Oldenburg 2017, ISBN 978-3-8142-2357-5.
- (Hg.) Handbuch Konservatorien. Institutionelle Ausbildung im deutschsprachigen Raum des 19. Jahrhunderts. 3 Bde., Laaber-Verlag, Lilienthal 2021, ISBN 978-3-89007-911-0.
- (mit Ivo Berg, Hg.) Das Lehren lernen. Instrumentalpädagogik auf dem Weg ins 20. Jahrhundert. Schott Music, Mainz 2022, ISBN 978-3-7957-2483-2.

Aufsätze (Auswahl ab 2000)
- Traditionen, Hindernisse, Dissonanzen – 200 Jahre Musikstudium von Frauen. In: Frauentöne – Beiträge zu einer ungeschriebenen Musikgeschichte, hg. von Alenka Barber-Kersovan, Annette Kreutziger-Herr und Melanie Unseld (= Forum Jazz Rock PopBd. 4). CODA, Karben 2000, S. 17–33.
- Denkanstöße, Einsprüche, Alternativen. Eva Riegers Beitrag zu einer feministischen Musikwissenschaft. In: Freia Hoffmann, Jane Bowers und Ruth Heckmann (Hg.): Frauen- und Männerbilder in der Musik. Festschrift für Eva Rieger zum 60. Geburtstag. BIS-Verlag, Oldenburg 2000, S. 11–20.
- Musikerinnen um Mozart. Ein neuer Blick auf ein altes Thema. In: Musik und Leben. Freundesgabe für Sabine Giesbrecht zur Emeritierung, hg. von Hartmut Kinzler (= Schriftenreihe des Fachbereichs Erziehungs- und Kulturwissenschaften der Universität Osnabrück Bd. 18). Osnabrück 2003.
- „Kunst unter der Optik des Lebens“. Sabine Giesbrechts Schriften zur Musikgeschichte und Musikpädagogik. In: Musik und Leben. Freundesgabe für Sabine Giesbrecht zur Emeritierung, hg. von Hartmut Kinzler (= Schriftenreihe des Fachbereichs Erziehungs- und Kulturwissenschaften der Universität Osnabrück Bd. 18). Osnabrück 2003.
- Louise Farrenc. Geschichte einer Entdeckung. In: clingKlong. Musikszene Frau ; Zeitschrift des FrauenMusikForums Schweiz, Winter 2003, Nr. 50, S. 8–12.
- Die Klavierlehrerin. Caroline Krähmer und ein literarisches Stereotyp. In: Musik und Biographie. Festschrift für Rainer Cadenbach, hg. von Cordula Heymann-Wentzel und Johannes Laas. Königshausen & Neumann, Würzburg 2004, S. 149–161.
- Selbstverständliche Integration: Ausbildung von MusiklehrerInnen an der Universität Oldenburg. In: Die Zukunft der Lehrerbildung. Dokumentation einer Tagung der Evangelischen Akademie Loccum vom 14. bis 16. März 2003, hg. von Andrea Grimm (= Loccumer Protokolle 11/03). Evang. Akademie Loccum, Loccum 2004, S. 197–204.
- Nachwuchsförderung im Sophie Drinker Institut. In: Wie nützlich sind Künstlerinnen-Netzwerke HEUTE? Kongressdokumentation 22./23. September 2003 an der Hochschule für Musik und Theater Hannover, hg. von Kathrin Beyer und Birgit Fritzen, Hochsch. für Musik und Theater Hannover [2004].
- Amazonen mit Blechinstrumenten. Adolphe Sax und der heilsame Einfluss der Lungengymnastik. In: üben & musizieren Heft 5 Okt./Nov. 2008, S. 50–54.
- (mit Jannis Wichmann) Karrieren mit Hindernissen. Professionelle Harfen- und Gitarrenspielerinnen im 19. Jahrhundert. In: phoibos Heft 2 (2012).
- (mit Christine Fornoff) „No Lady need apply“ oder „Im Rock kann man sich der Pedale nicht bedienen“ – Organistinnen auf dem Weg der Professionalisierung. In: Freiburger Zeitschrift für Geschlechterstudien Nr. 1 (2012), S. 23–37. DOI: https://doi.org/10.25595/1666
- Auf Tuchfühlung? Überlegungen zur Biographik. In: auf/be/zu/ein/schreiben. Praktiken des Wissens und der Kunst, hg. von Juri Giannini, Katharina Bleier, Michael Gerzabek u. Annegret Huber. Mille-Tre-Verlag, Wien 2014, S. 119–216.
- Netzwerke von Musikerinnen in Paris und London. In: Musikerinnen und ihre Netzwerke im 19. Jahrhundert, hg. von Annkatrin Babbe und Volker Timmermann (= Schriftenreihe des Sophie Drinker Instituts Bd. 12). BIS-Verlag, Oldenburg 2016, S. 149–161.
- Die Pädagogin, Pianistin und Komponistin Elise Müller und der wiederentdeckte „Plan einer weiblichen Lehr- und Erziehungsanstalt“ von Wilhelm Christian Müller. In: Musikerinnen und ihre Netzwerke im 19. Jahrhundert, hg. von Annkatrin Babbe und Volker Timmermann (= Schriftenreihe des Sophie Drinker Instituts Bd. 12). BIS-Verlag, Oldenburg 2016, S. 203–223.
- (mit Annkatrin Babbe und Volker Timmermann) Salon und Öffentlichkeit. Grenzen und Durchlässigkeiten für Instrumentalistinnen auf dem Weg der Professionalisierung. In: La „condition féminine“. Feminismus und Frauenbewegung im 19. und 20. Jahrhundert/Féminismes et mouvements de femmes aux XIXe siècles, hg. von Françoise Berger u. Anne Kwaschik. Franz Steiner Verlag, Stuttgart 2016, S. 253–266.
- (mit Volker Timmermann) Im Spannungsfeld von „privat“ und „öffentlich“. Musikalische Salons im deutschsprachigen Raum und in Paris. In: Beitragsarchiv zur Jahrestagung der Gesellschaft für Musikforschung Halle/Saale 2015 – Musikwissenschaft: die Teildisziplinen im Dialog, hg. von Wolfgang Auhagen und Wolfgang Hirschmann [schott-campus.com/gfm-jahrestagung-2015], Mainz 2016, Schott Campus, urn:nbn:de:101:1-201705056411.
- Frischer Wind in der Musikdidaktik. In: Geschichte der Pädagogik an der Universität Oldenburg in Autobiographien Bd. 3, Oldenburg 2018, S. 44–74.
- (mit Annkatrin Babbe) Entstellte Gesichter, aufgeblasene Backen und ‚Ophicleidengeplärr‘. Über die schwierigen Anfänge der Frauen an Blechblasinstrumenten. In: Vom Serpent zur Tuba. Entwicklung und Einsatz der tiefen Polsterzungeninstrumente mit Grifflöchern und Ventilen, hg. von Christian Philipsen, Monika Lustig u. Ute Omonsky (= Michaelsteiner Konferenzberichte 83). Augsburg u. Michaelstein 2019, S. 299–315.
- Soziale und geographische Herkunft von Studierenden am Beispiel Sondershausen und Straßburg. In: Konservatoriumsausbildung von 1795 bis 1945. Beiträge zur Bremer Tagung im Februar 2019, hg. von Annkatrin Babbe u. Volker Timmermann (= Schriftenreihe des Sophie Drinker Instituts 17). Georg Olms Verlag, Hildesheim u. a. 2021, S. 229–242.
- Auf dem Weg zur Hochschule. Institutionelle Ausbildung im deutschsprachigen Raum. In: Auf dem Weg zur Kunstuniversität: das Kunsthochschul-Organisationsgesetz von 1970, hg. von Susanne Prucher, Silvia Herkt, Susanne Kogler, Severin Matiasovits und Erwin Strouhal (= Veröffentlichungen zur Geschichte der Universität Mozarteum Salzburg 15). Wien 2021, S. 24–35.
- „Das Hineinpfuschen der Frauen in alle möglichen Gebiete, in die sie nicht hineingehören“. Zur Geschichte des Musikstudiums von Frauen im 19. Jahrhundert. In: Musikwissenschaft der Vielfalt. Festschrift für Rebecca Grotjahn zum 60. Geburtstag, hg. von Joachim Iffland, Johanna Imm, Nina Jaeschke u. Sarah Schauberger, München 2021, S. 209–220.
- (mit Christiane Barlag, Doris Eickhoff, Carola Bethge und Annkatrin Babbe) Lehre im Zeichen der Frauenbewegung. In: Die Tonkunst, Heft Nr. 3 (2022), S. 317–326.
- „Förderung der Kunst und der Volksbildung“. Die Einrichtung von Seminaren für Gesangs- und Instrumentallehrkräfte an Konservatorien des deutschsprachigen Raums. In: Ivo Berg u. Freia Hoffmann (Hg.): Das Lehren lernen. Instrumentalpädagogik auf dem Weg ins 20. Jahrhundert. Schott Music, Mainz 2022, S. 31–46.

Rezensionen
Freia Hoffmann rezensierte für Das Argument, Jahrbuch für Volksliedforschung, Das Orchester, Neue Musikzeitung, Zeitschrift für Musikpädagogik, Musik und Unterricht, Neue Zeitschrift für Musik, Forum Musikbibliothek, netzwerk musik u. a.
Lexikonartikel
- Art. Geschlechtsspezifische Musikpädagogik. In: Neues Lexikon der Musikpädagogik. Sachteil, hg. von Siegmund Helms, Reinhard Schneider, Rudolf Weber, Kassel 1994
- Art. Kinkel, Johanna. In: Neues Lexikon der Musikpädagogik. Personenteil, hg. von Siegmund Helms, Reinhard Schneider, Rudolf Weber, Kassel 1994
- Art. Blahetka, Leopoldine. In: The New Grove Dictionary of Music and Musicians. Zweite Auflage, hg. von Stanley Sadie, Bd. 3, London 2001, S. 671–672.
- Blahetka, Leopoldine. In: Ludwig Finscher (Hrsg.): Die Musik in Geschichte und Gegenwart. Zweite Ausgabe, Personenteil, Band 3 (Bjelinski – Calzabigi). Bärenreiter/Metzler, Kassel u. a. 2000, ISBN 3-7618-1113-6, Sp. 22–23 (Online-Ausgabe, für Vollzugriff Abonnement erforderlich)
- Cristiani, Lise, Barbier. In: Ludwig Finscher (Hrsg.): Die Musik in Geschichte und Gegenwart. Zweite Ausgabe, Personenteil, Band 5 (Covell – Dzurov). Bärenreiter/Metzler, Kassel u. a. 2001, ISBN 3-7618-1115-2, Sp. 94 (Online-Ausgabe, für Vollzugriff Abonnement erforderlich)
- zahlreiche Artikel im Online-Lexikon Europäische Instrumentalistinnen des 18. und 19. Jahrhunderts, Bremen 2006 ff.

Herausgebertätigkeit
- 1990–1997: Mitherausgeberin von Musik und Unterricht, Friedrich Verlag Velber
- seit 2005 Schriftenreihe des Sophie Drinker Instituts im BIS Verlag Oldenburg

Herausgeberin von Noteneditionen
- Louise Farrenc, Kritische Ausgabe. Orchester- und Kammermusik sowie ausgewählte Klavierwerke
- Louise Farrenc, Klaviertrios Nr. 3 Es-Dur op. 44 und Nr. 4 e-Moll op. 45
- Louise Farrenc, Klaviertrios Nr. 1 Es-Dur op. 33 und Nr. 2 d-Moll op. 34